# Colombine turvert
Chalcophaps indica
Espèce
Statut de conservation UICN

 LC  : Préoccupation mineure
La Colombine turvert ou Colombe turvert (Chalcophaps indica) est une espèce de pigeons de la famille des Columbidae. 

## Répartition
Ces oiseaux nichent et résident dans les régions tropicales de l'Asie du Sud allant du Pakistan au Sri Lanka et même jusqu'à l'est de l'Indonésie et le nord et l'est de l'Australie.

## Description
La Colombine turvert (Chalcophaps indica) est un pigeon trapu, de taille moyenne, mesurant généralement 23 à 28 centimètres de longueur pour une masse de 110 à 160 g. Le dos et les ailes sont d'un vert émeraude lumineux. Les plumes de vol et la queue sont noirâtres, et de larges bandes noires et blanches sont visibles sur le bas du dos en vol. La tête et les dessous sont d'un rose vineux sombre devenant grisâtre sur le bas ventre. Les yeux sont brun foncé, le bec rouge vif et les pattes et les pieds roux.
Le mâle a une tache blanche sur le bord des épaules et une couronne grise que n'a pas la femelle. Les femelles ont tendance à avoir une couleur plus brune avec une marque grise sur l'épaule. Les oiseaux immatures ressemblent aux adultes, mais les jeunes femelles ont des festons brun sur le corps et le plumage des ailes.
|  |

## Habitat
C'est une espèce commune dans la forêt tropicale dense et humide ainsi que dans les fermes, jardins, plantations d'hévéas et de cocotiers, et aussi dans les parcelles en cours de régénération, broussailles, forêts galeries, mangroves et landes. C'est un oiseau des régions basse.

## Mode de vie
Il est essentiellement terrestre et passe peu de temps dans les arbres, sauf pour se percher.
Son vol est rapide et direct, avec les battements d'ailes réguliers et occasionnellement de rapides battements caractéristiques des pigeons en général. Il vole souvent bas entre les arbres de la forêt dense qu'il préfère, mais quand on le dérange souvent, il préfère se déplacer à pied plutôt que de voler. Il est particulièrement doué pour slalomer entre les arbres. En volant, il expose un dessous des ailes chamois et une couleur marron de ses plumes de vol.
Il vit généralement seul, en couples ou en petits groupes. 
Il est généralement facile à approcher et à apprivoiser.

## Nutrition
C'est un oiseau végétarien, souvent à la recherche de fruits tombés sur le sol.
Il se nourrit de graines et de fruits très variés. Il mange parfois des mollusques, des insectes et des vers de terre.

## Reproduction
La nidification peut avoir lieu à n'importe quel moment de l'année.
À l'époque nuptiale, le mâle lance un cri assez semblable à celui du coucou.
La femelle construit un nid avec des brindilles dans le feuillage très épais d'un buisson, d'une plante grimpante ou d'un arbre du type pandanus. Ce nid peut également se trouver dans un massif de bambou, une fougère arborescente ou dans une touffe d'épiphytes, entre 1 et 11 mètres au-dessus du sol. Elle y pond deux œufs de couleur crème. Mâle et femelle couvent à tour de rôle pendant 12 jours.

## Sous-espèces
D'après la classification de référence (version 5.2, 2015) du Congrès ornithologique international, cette espèce est constituée des six sous-espèces suivantes (ordre phylogénique) :
- Chalcophaps indica indica (Linnaeus, 1758) - peuplant l'ouest du Bengale, le Bangladesh, le Hainan, les îles Ryukyu, l'Inde, la Birmanie, le Laos, le Cambodge, le Viêtnam, les Philippines, les Moluques, Bornéo, le Sulawesi, les îles de la Sonde et l'Indonésie ;
- Chalcophaps indica robinsoni E.C.S. Baker, 1928 - peuplant le Sri Lanka ;
- Chalcophaps indica maxima Hartert, 1931 - peuplant les îles Andaman ;
- Chalcophaps indica augusta Bonaparte, 1855 - peuplant Nicobar ;
- Chalcophaps indica natalis Lister, 1889 - peuplant l'île Christmas ;
- Chalcophaps indica minima Hartert, 1931 - peuplant les îles Numfor, Biak et Mios Num (au Nord de la Nouvelle-Guinée).

Plusieurs sous-espèces ont été séparées pour former une espèce jugée distincte, la Colombine du Pacifique (Chalcophaps longirostris). Ce sont les sous-espèces longirostris, sandwichensis, rogersi et timorensis.
D'autres sous-espèces ne sont plus reconnues :
- chrysochlora - incluse dans Chalcophaps longirostris timorensis ;
- melvillensis - incluse dans Chalcophaps longirostris longirostris ;
- nana - incluse dans Chalcophaps indica indica ;
- sanghirensis - incluse dans Chalcophaps indica indica.

## Galerie de photographies

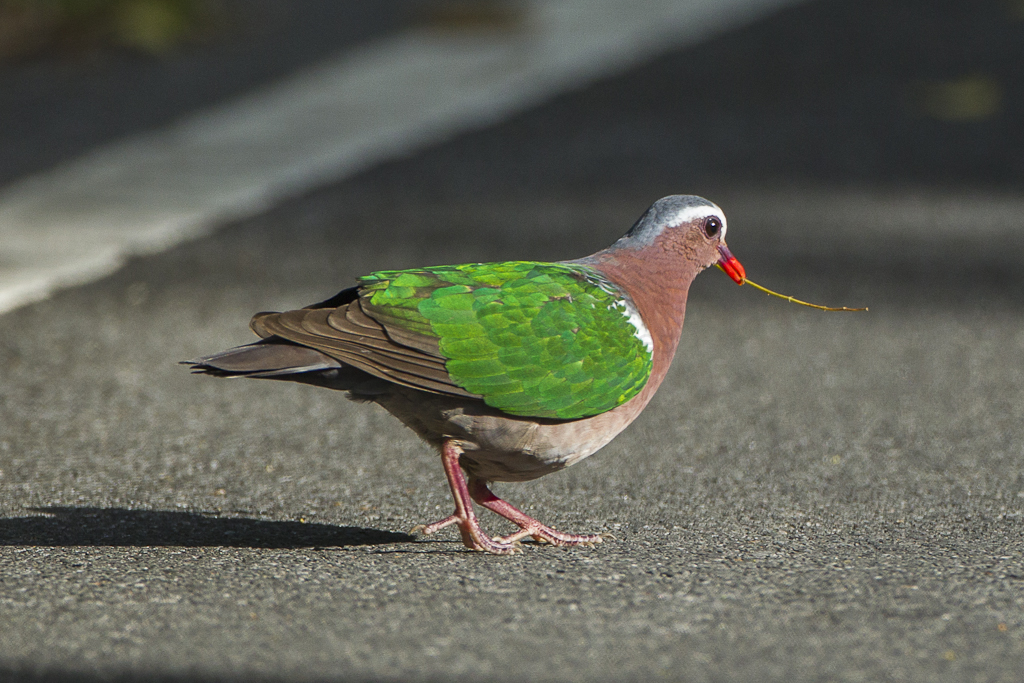
Parc national de Khao Yai, Thaïlande
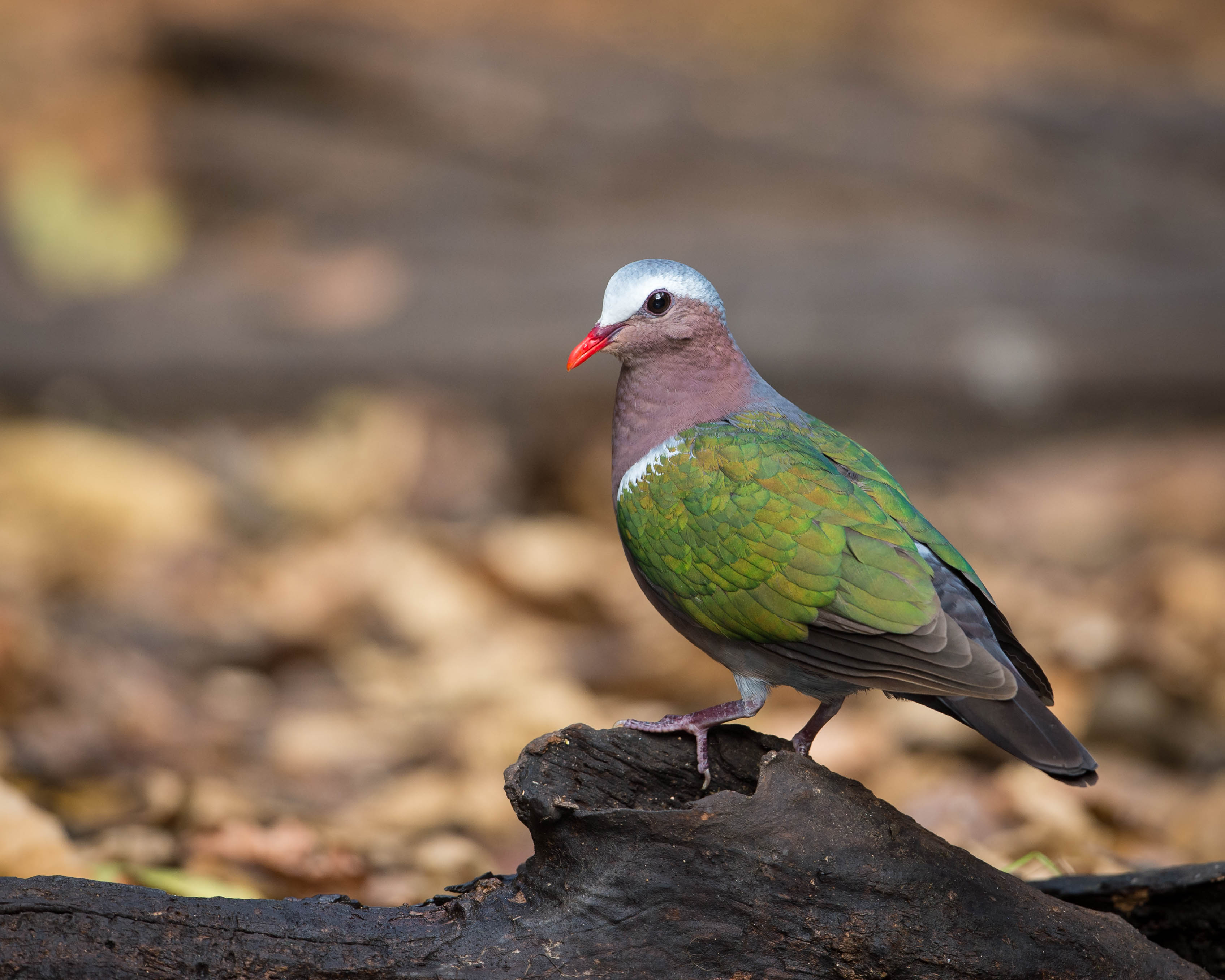
Parc national de Kaeng Krachan, Thaïlande